# 日本航空羽田空港墜落事故
日本航空羽田空港墜落事故（にほんこうくうはねだくうこうついらくじこ）は、1966年8月26日に起きた航空事故である。コンベア880-22M（機体記号JA8030）が、羽田空港から離陸直後に墜落炎上したもので、乗員訓練飛行につき乗客の搭乗はなかったが、同社員4名と運輸省（現：国土交通省）航空局職員1名の5名全員が犠牲になった。

## 事故の経過

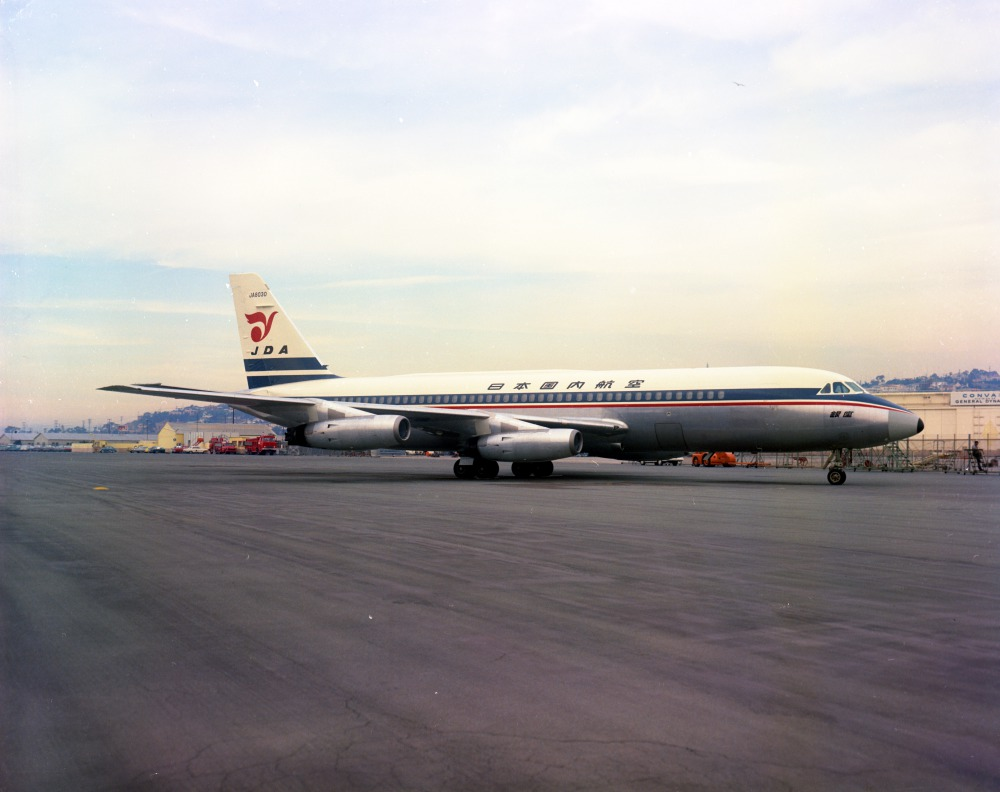
1965年に撮影された事故機

事故機JA8030（コンベア社生産番号：22-00-45M・銀座号）は日本国内航空から日本航空にリース中の機体で、所有権は日本国内航空に残されたままだった。この機体は1961年に製造され、スイス航空にHB-ICMとして納入されたが、1年弱使ったのみで売却され米国内でストアされていたものを1965年に購入したものであった。
1966年8月26日、銀座号は、午前に羽田から北海道へ往復飛行を行い、午後からは羽田空港で離着陸訓練を行うことになった。当日羽田空港のA滑走路（旧）が工事により閉鎖されていたため、平行するC滑走路（旧）から離陸しようとしていた。この飛行は操縦員の機種限定変更試験のためであった。
14時35分、試験項目の一つであるワン・エンジン・クリティカル・カット・アウト（離陸時にエンジン一発故障の想定で離陸続行）で、滑走中に第4エンジンが手動停止された。この操作によって風下の外側の推力がゼロとなり、機体は急激に片滑りし始めた。目撃証言によれば、C滑走路から右へ逸脱し始め、左車輪が折れてC滑走路とA滑走路の間で左向きになった上で、右車輪も折れてしまった。その衝撃で胴体着陸して爆発炎上し、乗員が脱出する時間もないまま全焼した。
事故原因は、前述の操作が困難な機体に加え、訓練生のミスも誘発されて離陸直後の墜落に至ったとされている。なお、民間人がこの時の様子を写真に収めたものが新聞に掲載され、日本放送協会のNHKニュースでは、民間人が8ミリ映画で撮影した墜落の瞬間が放送された。
また専用の訓練飛行場も無く、発着の旅客機で常に混雑している羽田空港で試験飛行を行わなければならないという危険な事実も明らかになった事故でもある。

## 事故後
日本国内航空から日本航空にリースされていたボーイング727は、1972年に全機返還（そのときには合併して東亜国内航空となっていた）されたが、その際事故で失われた本機の補償として、日本航空所有の727のうち1機が無償譲渡されている。
移籍機はJA8318「たま」号で、東亜国内航空では「ふじ」号に改称されたが、主力機をDC-9に据える方針から、2年後の1974年にはイギリスのダン・エアに売却されG-BDANとなった。その後、1980年4月25日にカナリア諸島のテネリフェ空港への着陸進入（待機）中に航路を逸脱、空港の南約8キロの山岳地帯に墜落している（ダン・エア1008便墜落事故）。

## 1966年（昭和41年）の五連続事故
日本では1966年（昭和41年）に5件の航空事故が発生した。本事故は4件目であった。
- 全日空羽田沖墜落事故 - 東京湾羽田沖、2月4日。
- カナダ太平洋航空402便着陸失敗事故 - 羽田空港、3月4日。
- 英国海外航空機空中分解事故 - 富士山麓、3月5日。
- 日本航空羽田空港墜落事故 - 羽田空港、8月26日。
- 全日空松山沖墜落事故 - 松山沖、11月13日。